# Marjorie Joyner
Marjorie Joyner, de soltera Stewart, (Monterey, 24 de octubre de 1896 – 27 de diciembre de 1994) fue una mujer de negocios estadounidense, emprendedora en temas relacionados con el cuidado del cabello, filántropa, educadora y activista. Joyner se destaca por ser la primera mujer afrodescendiente en crear y patentar una máquina de ondulación permanente del cabello. Además de su carrera en el cuidado del cabello, Joyner fue muy visible en la comunidad afrodescendiente en Chicago, siendo en un momento dado jefa de la red Chicago Defender Charity, ayudando a organizar el desfile del día de Bud Billiken y la recaudación de fondos para varias escuelas.

## Biografía
Nacida en 1896 en Monterey, Virginia, Joyner era hija de George Emmanuel Stewart, que era maestro y Annie Stewart (de soltera Daugherty). Joyner era nieta de una esclava y un esclavista blanco. La familia de Joyner se mudó a Dayton, Ohio en 1904 y sus padres se divorciaron tres años después. Tras el divorcio de sus padres, Joyner vivió con varios parientes entre Ohio y Virginia. En 1912, a los 16 años, Joyner se mudó a Chicago, Illinois para vivir con su madre. Tras llegar a Chicago, Joyner obtuvo un certificado de expresión y arte dramático del Chicago Musical College en 1914. Joyner comenzó a estudiar cosmética y se graduó de la Escuela de Belleza AB Molar en 1916, convirtiéndose en la primera afrodestadounidense en graduarse de la escuela. Joyner recibió más tarde su diploma de escuela secundaria en 1935. En 1973, a la edad de 77 años, Joyner obtuvo una licenciatura en psicología de Bethune-Cookman College.

### Carrera profesional
Poco después de graduarse de la escuela de belleza, Joyner abrió su propio salón de belleza. Joyner más tarde conoció a Madam CJ Walker, una empresaria de belleza afrodescendiente y propietaria de un imperio cosmético. Joyner trabajó para Walker como representante de ventas. En 1920, Joyner supervisó 200 de las escuelas de belleza de Madam Walker como asesora nacional. Joyner enseñó a unas 15.000 estilistas y fue instructora de los representantes de ventas de Walker de puerta en puerta. Después de su tiempo en las escuelas de belleza Walker, Joyner lideró el desarrollo de nuevos productos, como su máquina de ondas permanentes. Joyner ayudó a redactar las primeras leyes de cosmética para el estado de Illinois a principios de la década de 1940. El 27 de octubre de 1945, la Dra. Joyner, junto con la reconocida educadora, la Dra. Mary McLeod Bethune y el congresista estadounidense William Dawson, fundaron una hermandad y una fraternidad dedicada al avance y la promoción de la industria de la belleza, Alpha Chi Pi Omega. En 1945, Joyner junto con Mary McLeod Bethune fundaron la United Beauty School Owners and Teachers Association, una asociación nacional de esteticistas afrodescendientes. En la década de 1940, Joyner fue asesora del Comité Nacional Demócrata y asesoró a varias delegaciones y agencias del New Deal que intentaban llegar a las mujeres afrodescendientes.

#### Diseño de onda permanente
En 1939, Joyner comenzó a buscar una manera más fácil para que las mujeres se rizaran el cabello, inspirándose en un asado al horno que se cocinaba con alfileres de papel para acelerar el tiempo de preparación. Joyner experimentó inicialmente con estas varillas de papel y pronto diseñó una mesa que podría usarse para rizar o alisar el cabello envolviéndolo. Este método permitía que los peinados duraran varios días. Al comienzo de la puesta en práctica de su invención, algunas personas se quejaban de que el método era incómodo.
Fue entonces cuando Joyner lo mejoró con la simple idea de tener un protector de cuero cabelludo mientras la dama se rizaba el cabello. Su patente para este diseño (patente de Estados Unidos 1.693.515) hizo que ella fuera la primera mujer afrodescendiente en recibir una patente. Esta afirmación es cuestionada por algunos que dicen que fue Sarah E. Goode la primera mujer afrodescendiente en tener una patente. A veces se cita falsamente que Joyner fue la inventora original de la máquina llamada onda permanente o permanente. El diseño de Joyner fue una versión alternativa del innovador invento de Karl Nessler, inventado en Inglaterra a finales del siglo XIX y patentado en Londres en 1909 y nuevamente en los Estados Unidos en 1925. (Patente USPTO n.º 1522258 Estados Unidos 1.522.258) El diseño de Joyner fue popular en los salones con mujeres afrodescendientes y blancas. La patente fue concedida a la compañía de Madame Walker y ella casi no recibió dinero por ella.

## Sobre su vida
Joyner estuvo casada una vez y tuvo dos hijas. El 4 de abril de 1916, a los 19 años, se casó con el podólogo Robert E. Joyner. Permanecieron casados hasta la muerte de él en 1973. Juntos tuvieron dos hijas, Anne y Barbara Joyner. Joyner murió el 27 de diciembre de 1994 de insuficiencia cardíaca en su casa en el vecindario Bronzeville de Chicago, Illinois, a la edad de 98 años.

### Legado
En 1987, el Instituto Smithsoniano en Washington D. C. abrió una exposición con la máquina de ondas permanentes de Joyner y una réplica de su salón de belleza original. El 24 de octubre de 1990, el cumpleaños número 95 de Joyner, fue honrada por la ciudad de Chicago, proclamando el día de su cumpleaños como el Marjorie Stewart Joyner Day en la ciudad. Sus trabajos pueden verse en la Colección de Investigación Vivian G. Harsh de Historia y Literatura Afroamericana en la Biblioteca Pública de Chicago.